# Some Shapes to Come
Some Shapes to Come è il primo album solista di Steve Grossman, pubblicato nel 1974 dalla PM Records.

## Descrizione
Steve Grossman, dopo aver lavorato a lungo con Miles Davis, risente dello stile fusion in voga e decide di comporre il suo primo disco. Insieme all'amico Don Alias, forma un quartet.

## Accoglienza
È considerato dalla critica musicale come uno dei lavori migliori del sassofonista. Sulla rivista Record Collector, il disco è stato recensito come una «corsa spericolata e una logica estensione verso l'hard bop». Sempre di parare positivo AllMusic: «spesso trascurato, è una dei gioielli jazz più nascosti degli anni '70».

## Tracce
1. WBAI – 2:07 (Steve Grossman)
2. Haresah – 7:06 (Steve Grossman)
3. Zulu Stomp – 6:13 (Don Alias)
4. Extemporaneous Combustion – 6:10 (Don Alias, Gene Perla, Jan Hammer, Steve Grossman)
5. Alodian Mode – 7:00 (Don Alias, Gene Perla, Jan Hammer, Steve Grossman)
6. Pressure Point – 4:52 (Steve Grossman)
7. The Sixth Sense – 9:30 (Don Alias, Gene Perla, Jan Hammer, Steve Grossman)

## Formazione
- Steve Grossman: sassofonista
- Don Alias: batterista, percussionista
- Gene Perla: bassista
- Jan Hammer: tastierista

## Influenza culturale
Il rapper canadese Buck 65 ha campionato l'incipit di Zulu Stomp per realizzare la base del brano Tears in Space, incluso nell'album 20 Odd Years (2011).